# 無役屋敷
無役屋敷（むやくやしき）は、江戸時代、大坂市中で、役掛銀の失費を要しなかった屋敷。
大坂三郷（大坂市中の北組・天満組・南組の総称）の役数は、年代によって増減はあるが、正徳年間には19453役8分5厘5毛、天明7年に21057役4分5厘8毛7弗であった。
このうち無役屋敷は、惣年寄、惣会所、町会所をはじめ、傾城町5町、堂島安治川新地20町、地下町、宮之前町、伝馬町、九之助町、関町、鍛冶屋町1丁目2丁目、三町人、十人両替、十人材木屋、廻船年寄、質屋年寄、銅座役所、俵物役所、廻船会所、質座会所、釣鐘屋敷、懐徳書院、その他で合計1900余役あった。
無役屋敷は役掛銀について免除されたが、実際は石掛銀についても賦課をまぬかれた。
無役の特典の理由は、
- 特別の公役を奉じる
- 貧民救助の功があった
- 地子銀を上納する（大阪三郷は寛永11年以来地子銀を免除されたが、その後開発された新地には地子銀を課せられた）

などさまざまであった。